# کالج مریت
کالج مریت (انگلیسی: Merritt College) یک کالج عمومی در اوکلند، کالیفرنیا، ایالات متحده است. مریت، مانند سه پردیس دیگر منطقه کالج جامعه پرالتا، توسط کمیسیون اعتباربخشی برای کالج‌های جامعه و جونیور تأیید شده است. این کالج تقریباً ۶۰۰۰ دانشجو ثبت نام می‌کند.